# Bidaspa nissa
Bidaspa nissa är en fjärilsart som beskrevs av Vincenz Kollar 1848. Bidaspa nissa ingår i släktet Bidaspa och familjen juvelvingar. Inga underarter finns listade i Catalogue of Life.

## Bildgalleri

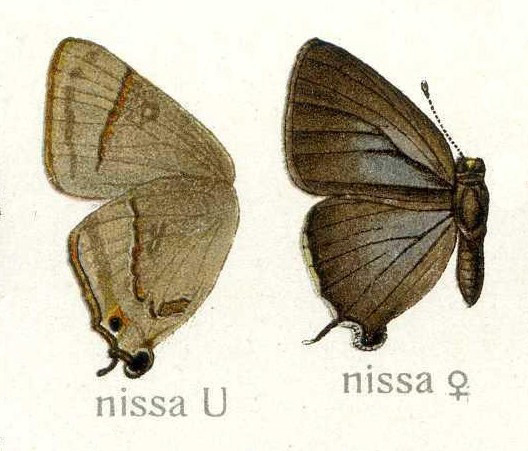